# Opočenský hřbet
Opočenský hřbet je geomorfologický okrsek ve střední části Třebechovické tabule, ležící v okrese Rychnov nad Kněžnou v Královéhradeckém kraji.

## Poloha a sídla

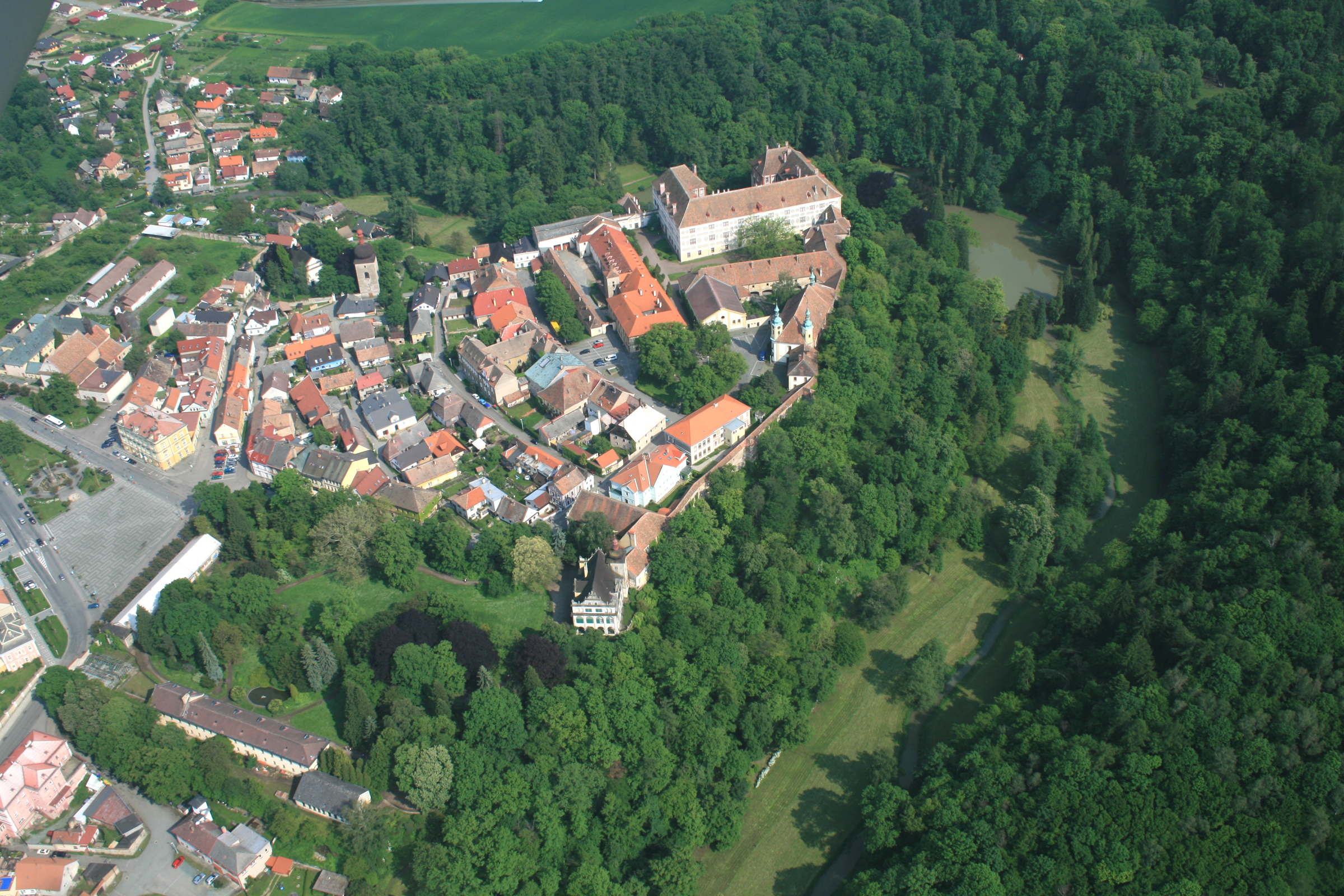
Počátek Opočenského hřbetu u zámku Opočno s průlomovým údolím Zlatého potoka (Dědiny)

Území okrsku se nachází zhruba mezi sídly Opočno (na severu), Očelice a Bolehošť (na západě), Čestice (na jihu), Lično a Trnov (na východě). Uvnitř okrsku leží částečně titulní město Opočno a zcela pak větší obce Voděrady a Přepychy.
Okrsek zahrnuje chráněná území PP Zadní Machová a PP Opočno.

## Geomorfologické členění
Okrsek Opočenský hřbet (dle značení Jaromíra Demka VIC–2B–1) geomorfologicky náleží do celku Orlická tabule a podcelku Třebechovická tabule.
Dále se již nečlení.
Hřbet sousedí s dalšími okrsky Orlické tabule: Černilovská tabule na severozápadě, Rychnovský úval na severu, východě a jihu a Bědovická plošina na jihozápadě.

## Významné vrcholy
Nejvyšším bodem Opočenského hřbetu, potažmo celé Orlické tabule, je U rozhledny (454 m n. m.).
| název vrcholu | výška (m n. m.) | podřazená jednotka |
| ------------- | --------------- | ------------------ |
| U rozhledny   | 454             | -                  |
| Osičina       | 416             | -                  |
| Chlum         | 343             | -                  |